# Chiddy Bang
Chiddy Bang, pseudonimo di Chidera Anamege (Filadelfia, ...), è un rapper statunitense.
Chiddy Bang era il nome impiegato da un gruppo composto dallo stesso Anamege e da Noah "Xaphoon Jones" Beresin; il duo si è successivamente sciolto nel 2013. Ad inizio attività, entrambi ventenni, si sono incontrati alla Drexel University, nella loro città di Filadelfia. Il loro stile musicale si fonda dalla fusione dell'hip hop attraverso la collaborazione di artisti del calibro degli, Radiohead, di Sufjan Stevens, di Passion Pit, e degli MGMT.

## Carriera
A fine febbraio 2009, il blog musicale Pretty Much Amazing presenta cinque brani dei Chiddy Bang e il loro profilo su MySpace. Grazie a questa pubblicità virale il gruppo ha acquisito sempre più seguito, pubblicazioni su altri blog musicali, collegi locali, culminati con lo show presso l'Haverford College nell'aprile del 2009. Pretty Much Amazing continua a pubblicare occasionalmente altre canzoni dei Chiddy Bang, e, nel novembre del 2009 il gruppo debutta con il primo mixtape gratuito, chiamato The Swelly Express. Questo mixtape raccontava le esperienze del gruppo e il loro tentativi di diventare famosi facendosi strada nell'industria musicale. Il mixtape guadagnò rapidamente popolarità online, e, nel gennaio del 2010, firma un contratto con la EMI.
Il loro primo singolo commerciale, Opposite of Adults, che nomina il gruppo di Brooklyn, MGMT Kids, esce in Inghilterra il 21 febbraio, 2010. L'album raggiunge la 12ª posizione della Official 3Singles Chart. Opposite of Adults esce in America, il 20 aprile 2010.
L'8 aprile 2010 i Chiddy Bang pubblicano un mini-mixtape chiamato, Air Swell, utilizzato, nel Regno Unito, come piattaforma per promuovere il nome del gruppo. Il mixtape contiene remix e samples di molti dei loro artisti preferiti inglesi come, Gorillaz, Ellie Goulding, Kate Nash, Hot Chip e Tinie Tempah. La prima vera distribuzione ufficiale del disco, intitolato, The Preview è uscita il 12 ottobre 2010 per accontentare i fan, prima del debutto dell'album, The Swelly Life, rinviato ai primi mesi del 2011.
Nel giugno del 2010, il gruppo si esibisce live al Glastonbury Festival per celebrare il loro primo anniversario. Il duetto si è esibito anche al Wireless Festival al Hyde Park di Londra nel 4 luglio 2010 a fianco di Wale, J.Cole, Tinie Tempah e Jay-Z. Ogni performance è stata accolta dalla critica con grande successo.
Nel luglio del 2010, hanno prodotto un remix ufficiale per il single dei Gorillaz, Stylo.
Nel mese di agosto 2010, i Chiddy Bang si esibiscono a Chicago, Illinois al Lollapalooza Music Festival al Perry's Stage, esibendosi con altri artisti come Lady Gaga, The Strokes, MGMT, The XX, J. Cole, Hot Chip, Chromeo, Slightly Stoopid, Cypress Hill e i Phoenix.
Il 5 ottobre del 2010 i Chiddy Bang si esibiscono al Parklife Festival accanto ai Groove Armada, Missy Elliott, Soulwax, Holy Ghost!, The Dandy Warhols, Midnight Juggernauts, Uffie, The Wombats, Dan Black, Jack Beats, Delorean, Darwin Deez e molti altri.
Chiddy Bang presenterà alla band inglese pop punk You Me at Six il singolo Rescue Me, uscito il 10 gennaio 2011.

## Discografia

### Album in studio
| Titolo    | Anno                                                                                                  | Posizione più alta | Posizione più alta | Posizione più alta | Posizione più alta | Posizione più alta | Posizione più alta |
| Titolo    | Anno                                                                                                  | U.S.               | U.S. R&B           | U.S. Rap           | AUS                | CAN                | UK                 |
| --------- | --- | ------------------ | ------------------ | ------------------ | ------------------ | ------------------ | ------------------ |
| Breakfast | - Data di pubblicazione: 21 febbraio 2012 - Etichetta: Virgin, I.R.S. - Formati: CD, Digital download | 8                  | 2                  | 2                  | 68                 | 51                 | 51                 |

### EP
| Titolo                    | Anno                                                                                   | Posizione più alta | Posizione più alta | Posizione più alta |
| Titolo                    | Anno                                                                                   | U.S.               | U.S. R&B           | U.S. Rap           |
| ------------------------- | -------------------------------------------------------------------------------------- | ------------------ | ------------------ | ------------------ |
| The Opposite of Adults EP | - Data di pubblicazione: 18 maggio 2010 - Etichetta: Parlophone America - Formati: CD  | —                  | —                  | —                  |
| The Preview               | - Data di pubblicazione: 1º ottobre 2010 - Etichetta: Parlophone America - Formati: CD | 76                 | 17                 | 11                 |

### Mixtape
- The Swelly Express (2009)
- Air Swell (2010)
- Peanut Butter and Swelly (2011)
- Grab a Plate (2012)

### Singoli
| Titolo                                                                         | Anno | Posizione più alta | Posizione più alta | Posizione più alta | Posizione più alta | Posizione più alta | Posizione più alta | Posizione più alta | Posizione più alta | Posizione più alta | Posizione più alta | Album                    |
| Titolo                                                                         | Anno | US                 | AUS                | AUT                | GER                | IRE                | JAP                | NZ                 | SCO                | SWI                | UK                 | Album                    |
| ------------------------------------------------------------------------------ | ---- | ------------------ | ------------------ | ------------------ | ------------------ | ------------------ | ------------------ | ------------------ | ------------------ | ------------------ | ------------------ | ------------------------ |
| Opposite of Adults                                                             | 2010 | 90                 | 10                 | 60                 | 81                 | 10                 | 57                 | 8                  | 10                 | 18                 | 12                 | Chiddy Bang: The Preview |
| Truth                                                                          | 2010 | —                  | —                  | —                  | —                  | —                  | —                  | —                  | —                  | —                  | 50                 | Chiddy Bang: The Preview |
| Mind Your Manners                                                              | 2011 | 115                | —                  | —                  | —                  | —                  | —                  | —                  | —                  | —                  | —                  | Breakfast                |
| Ray Charles                                                                    | 2011 | —                  | 54                 | —                  | —                  | 20                 | —                  | —                  | —                  | —                  | 13                 | Breakfast                |
| "—" denotes a title that did not chart, or was not released in that territory. |      |                    |                    |                    |                    |                    |                    |                    |                    |                    |                    |                          |